# Сходницкая поселковая община
Сходницкая поселковая общи́на (укр.  Східницька селищна громада) — территориальная община в Дрогобычском районе Львовской области Украины.
Административный центр — посёлка Сходница.
Население составляет 16 489 человек. Площадь — 420 км².

## Населённые пункты
В состав общины входит 2 посёлка (Сходница и Подбуж) и 20 сёл:
- Быстрица-Горская
- Головское
- Гута
- Долгое
- Ждановка
- Залокоть
- Зубрица
- Корытище
- Кринтята
- Ластовка
- Майдан
- Новый Крапивник
- Опака
- Перепростыня
- Подсухое
- Рыбник
- Свидник
- Смольная
- Старый Крапивник
- Сторона